# Three Hundred Big Boys
«Three Hundred Big Boys» (укр. «Три сотні зелених папірців») — шістнадцята серія четвертого сезону анімаційного серіалу «Футурама», що вийшла в ефір у Північній Америці 15 червня 2007 року.
Автор сценарію: Ерік Каплан.
Режисер: Свінтон О. Скотт.
Прем'єра в Україні відбулася 4 листопада 2007 року.

## Сюжет
У «Новинах Всесвіту» повідомляють про успіхи війська під проводом Заппа Бренніґана у завоюванні планети Тарантулон VI і здобутті величезних шовкових скарбів. Президент Землі голова Річарда Ніксона оголошує про розподіл «шовкового профіциту» серед всіх мешканців планети у вигляді 300-доларових банкнот. Члени команди «Міжпланетного експресу» розмірковують про те, на що витратять свої виплати. Ліла купує квиток в акваріум, щоби поплавати з китом на ім'я Мушу. Фрай вирішує купити (і випити) сто чашок кави. Доктор Зойдберґ має намір розпочати життя багатія. Вахтер Сліпень робить модну тристадоларову зачіску. Бендер вагається між купівлею однієї «простиботки» за 300 доларів чи трьохсот 1-доларових простиботок. Тим часом Бренніґан запрошує Лілу разом з усією командою на урочистий прийом, де буде продемонстровано захоплені шовкові скарби.
Кіф орендує «повітропед» на якому вони з Емі вирушають на прогулянку. Сама Емі (яка, отримавши гроші, зауважила, що «стала трішки багатшою») придбала на свою виплату балакуче татуювання, яке постійно ображає і глузує з Кіфа. У цей час професор Фарнсворт купує півкілограма стовбурових клітин, які він розмазує по своєму обличчю, що створює тимчасовий ефект омолоджування. На протилежному боці вулиці у тютюновій крамниці Бендер прицінюється до «Гранд-Сигари» (ціна 10,000 доларів), загорнутої в першу сторінку американської конституції. Нездатний придбати її, він купує в тій самій крамниці «Набір юного грабіжника». Гермес дарує своєму синові Двайту пару чобіт, які перетворюються на бамбукові ходулі. Двайт відмовляється від подарунка, і Гермес сам взуває чоботи, в результаті чого починає безконтрольно пересуватися на ходулях по місту разом з Двайтом.
Професор, який виглядає на 135 років молодшим, зустрічає 20-річну дівчину і йде з нею на побачення. У той час як Ліла домовляється зі служником акваріума про сеанс плавання з Мушу, а Фрай у сусідній кав'ярні замовляє величезний кухоль кави у вигляді кита, Кіф із Емі, пролітають на своєму повітропеді просто над ними. Кіф презентує коханій подарунок, придбаний на решту від виплати: подвійний ручний годинник, який завжди показує час у тих місцях, де вони з Емі перебувають, а живиться коханням (хоча й потребує заводу час від часу). Годинник випадково падає в акваріум, де його ковтає Мушу. Тієї ночі Бендер пробирається до крамниці та краде «Гранд-Сигару», не свідомий того, що камера спостереження зафіксувала його дії.
В офісі «Міжпланетного експреса» Зойдберґ розповідає засмученому Кіфу, як одного разу сам проковтнув годинник і видобув його зі шлунку, заживши блювотне. Сліпень вигадує план: під час плавання Ліла має нагодувати Мушу тухлою рибою (яку вони отримають у ресторані Ельзара), і той виблює годинник. Наступного дня Ліла приходить у акваріум в купальнику, напханому зіпсутою рибою. Мушу з'їдає рибу разом із купальником. Згодом, під час шоу, кит вибльовує годинник. Кіф пірнає за ним у воду, але його арештовують за крадіжку майна акваріума.
Увечері всі персонажі збираються на урочистому прийомі. Кіф здобуває свободу в обмін на амбру з травної системи кита, якою вкрито його тіло, і також прибуває на вечірку. У цей час тимчасова дія стовбурових клітин на обличчі професора припиняється, і йому доводиться зізнатися у своєму віці. Втім, його дівчина також зізнається, що витратила свою виплату на процедуру, яка зробила її привабливішою. Потягнувши за кульчик у пупку, вона раптово набирає не менше сотні кілограмів ваги. Не зважаючи на свої фізичні проблеми, пара освідчується в коханні.
Раптово, висадивши вікно, у приміщення ввалюється Гермес на ходулях, який досі нездатний контролювати свої рухи. Він вибирає з рук Бендера підпалену «Гранд-Сигару», від якої займаються шовкові гобелени. Полум'я швидко охоплює приміщення, загрожуючи життю всіх присутніх. У цю мить Фрай, який саме проковтнув соту чашку кави, внаслідок передозування кофеїном впадає у стан надмірної пришвидшеності реакцій, в якому плин навколишніх подій здається йому дуже вповільненим. Непоспіхом, він гасить вогонь і рятує гостей (що насправді відбувається з блискавичною швидкістю).
Всі персонажі раптово опиняються в безпеці, не розуміючи, як це сталося («нас врятувала загадкова пляма», — каже Ліла) на задньому подвір'ї, де Зойдберґ, розчарований спробами вести заможне життя, влаштовує бенкет із хот-догів для групи волоцюг. Усі охоче приєднуються, включно із Президентом, який шкодує про роздачу грошей, тепер коли весь «шовковий профіцит» згорів. Серія завершується прибуттям поліції, яка заарештовує Бендера за крадіжку сигари.

### Покупки
- Фрай: 100 чашок кави.
- Ліла: сеанс плавання в акваріумі з китом Мушу.
- Бендер: «Набір юного грабіжника».
- Професор Фарнсворт: Півкілограма стовбурових клітин.
- Гермес: чоботи з бамбуковими ходулями за 299,99 доларів для свого сина Двайта. Залишок в 1 цент Двайт вклав, купивши п'ять акцій «Amazon.com» (що Гермес розцінює як ризиковану операцію).
- Зойдберґ: після кількох спроб (коштовності, гра в гольф, фуа ґра та ікра в ресторані Ельзара) купує хот-доги для вуличних волоцюг.
- Емі: балакуче татуювання у вигляді голови диявола.
- Сліпень: модна стрижка.
- Запп Бренніґан: орендована медаль.
- Кіф: оренда повітропеда для себе і Емі. Годинник у подарунок Емі.
- Мама: використовує банкноту як носовичок.
- Подруга професора: кульчик для пупка, який робить її худішою.

## Пародії, алюзії, цікаві факти
- Ідея серії виникла після оголошення президентом США Джорджем Бушем про виплату компенсації податків у розмірі 300 доларів на особу.
- Репліка Ніксона: «Скарб! Скарб! Наш скарб горить!» (англ. «The loot, the loot, the loot is on fire!») пародіює рефрен популярної танцювальної пісні «The Roof Is on Fire» гурту Rock Master Scott & the Dynamic Three «The roof, the roof, the roof is on fire» (укр. «Дах, дах, дах горить!»).
- Назва і емблема лабораторії, в якій професор купує стовбурові клітини, « Geneworks S.K.G.», пародіює назву та емблему кінокомпанії «DreamWorks».
- «Вуду-економісти», з якими радиться Ніксон, є алюзією на термін «вуду-економіка», яким критики адміністрації Рональда Рейгана називали його фінансову політику.
- Сцена викрадення Бендером «Гранд-Сигари» нагадує подібну сцену із фільму «Місія: Неможлива».
- Відома комедійна актриса Розанна Барр виступає в ролі коментатора у голографічній енциклопедії.
- В одному з епізодів серії професор тікає зі словами «Мушу бігти у бійцівський клуб!»
- Ювелірна крамниця, яку відвідує Зойдберґ, носить назву «Діаманти назавжди» на честь одного із фільмів про Джеймса Бонда.

## Особливості українського перекладу
- Кіф повідомляє Емі, що зробить для неї парфуми із бузку, жасмину і «полумонстриці» (англ. Franken Berry)..
- Пояснюючи слово «амбра» Розанна Барр вживає словосполучення «травнева система кита» (залишається незрозумілим, чи є це обмовкою в дубляжі, чи прихованим перекладацьким жартом).